# Nemo-Gletscher
Der Nemo-Gletscher ist ein Gletscher auf der Pourquoi-Pas-Insel vor der Fallières-Küste des Grahamlands auf der Antarktischen Halbinsel. Er fließt in östlicher Richtung zur Nemo Cove.
Das UK Antarctic Place-Names Committee benannte ihn 1979 in Anlehnung an die Benennung der gleichnamigen Bucht. Deren Namensgeber ist Kapitän Nemo, eine der Hauptfiguren aus dem Roman 20.000 Meilen unter dem Meer von Jules Verne.